# Aurelio Fernández Sánchez
Aurelio Fernández Sánchez (Asturias, 1897 - Puebla, México,1974) foi um mecânico anarquista sindicalista, membro do coletivo Los Solidarios, militante da Confederação Nacional do Trabalho e combatente republicano na Guerra Civil Espanhola.
Juntou-se ao grupo Los Solidarios em 1922, por ocasião dos preparativos para o assalto do Banco de Espanha de Xixón que ocorreu em Setembro de 1923. Durante a ditadura de Primo de Rivera foi encarcerado em Março de 1924 em Barcelona. Fugiu da prisão e exilou se na França.
Retornou a Espanha em 1926, e ao fim deste mesmo ano foi detido em Bilbao. Como militante da Confederação Nacional do Trabalho e da Federação Anarquista Ibérica, foi membro do Comitê das Milícias Antifascistas da Catalunha como representante da FAI (Julho de 1936). Mais tarde foi secretário da Junta de Segurança Interior (1936-1937) e conselheiro de Saúde e Assistência Social da Catalunha entre 16 de abril e 5 de maio de 1937. 
Após os acontecimentos de Maio de 1937 foi processado por traição. Exilou-se mais uma vez na França juntamente com Joan García Oliver e depois no México. Tornou-se secretário da CNT (no exílio). Participou dos congressos da CNT espanhola em Limoges em 1961 e em Montpellier em 1965. Faleceu em Puebla, cidade do território mexicano no dia 21 de Julho de 1974.